# Ludvig Collijn

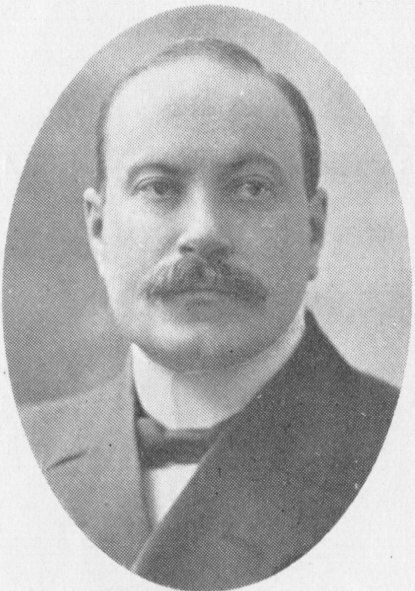
Ludvig Collijn

Ludvig Collijn (20. November 1878 – 4. Oktober 1939 in Stockholm) war ein schwedischer Schachautor und Schachfunktionär.

## Leben
Er war mehrfach Präsident des 1899 gegründeten Nordischen Schachverbands (1903–1905, 1909–1914 und 1930–1939). Von 1917 bis 1939 war Collijn Präsident des Schwedischen Schachbunds.  Außerdem war er Gründer und Herausgeber der Schachzeitschrift Tidskrift för Schack. 1937 organisierte er die 7. Schacholympiade in Stockholm.
Bei der ersten Nordischen Meisterschaft (Nordiska Schackkongressen) 1897 in Stockholm belegte Collijn den 8. Platz. Im Laufe des Turniers spielte Collijn auf 1.e4 konsequent den Zug 1…d5. Diese Eröffnung wird heute als Skandinavisch bezeichnet.
Gemeinsam mit seinem Bruder Gustaf schrieb er 1898 das Lärobok i Schack (Lehrbuch des Schachspiels), das zu einem Standardwerk für Skandinavische Spieler wurde. 1918 veröffentlichte er ein Buch mit 151 Partien von Adolf Anderssen.

## Persönliches
Ludvig Collijn war verheiratet mit Ingrid Charlotta Tengstedt (1878–1978). Sie hatten zwei Töchter.
Der schwedische Buchhistoriker, Inkunabelforscher Isak Collijn (1875–1949) war ein Cousin.